# Дамремон
Дамремон (фр. Damrémont) насеље је и општина у североисточној Француској у региону Шампањ-Арден, у департману Горња Марна која припада префектури Лангр.
По подацима из 2011. године у општини је живело 220 становника, а густина насељености је износила 45,45 становника/km². Општина се простире на површини од 4,84 km². Налази се на средњој надморској висини од 427 метара.

## Демографија
| 1962. | 1968. | 1975. | 1982. | 1990. | 1999. | 2011. |
| ----- | ----- | ----- | ----- | ----- | ----- | ----- |
| 301   | 319   | 248   | 215   | 200   | 187   | 220   |

График промене броја становника у току последњих година